# Jaana Savolainen
Jaana Maarit Savolainen (Lappeenranta, 23 de enero de 1964) es una deportista finlandesa que compitió en esquí de fondo. 
Participó en dos Juegos Olímpicos de Invierno, en los años 1988 y 1992, obteniendo una medalla de bronce en Calgary 1988, en la prueba de relevo (junto con Pirkko Määttä, Marja-Liisa Kirvesniemi y Marjo Matikainen). Ganó una medalla de oro en el Campeonato Mundial de Esquí Nórdico de 1989, en la misma prueba.

## Palmarés internacional
| Juegos Olímpicos   | Juegos Olímpicos  | Juegos Olímpicos  | Juegos Olímpicos |
| Año                | Lugar             | Medalla           | Prueba           |
| ------------------ | ----------------- | ----------------- | ---------------- |
| 1988               | Calgary (Canadá)  | Medalla de bronce | Relevo 4 × 5 km  |
| Campeonato Mundial |                   |                   |                  |
| Año                | Lugar             | Medalla           | Prueba           |
| 1989               | Lahti (Finlandia) | Medalla de oro    | Relevo 4 × 5 km  |